# Modrásek východní
Modrásek východní (Pseudophilotes vicrama) je druh denního motýla z čeledi modráskovitých (Lycaenidae). Rozpětí křídel motýla je 20 až 24 mm. Samci mají modrá křídla s tmavým úzkým lemem a tmavou středovou skvrnou. Na zadních křídlech mají dobře patrné tmavé lemové skvrny. Samice jsou černošedé s modrým popraškem od báze křídel.

## Výskyt

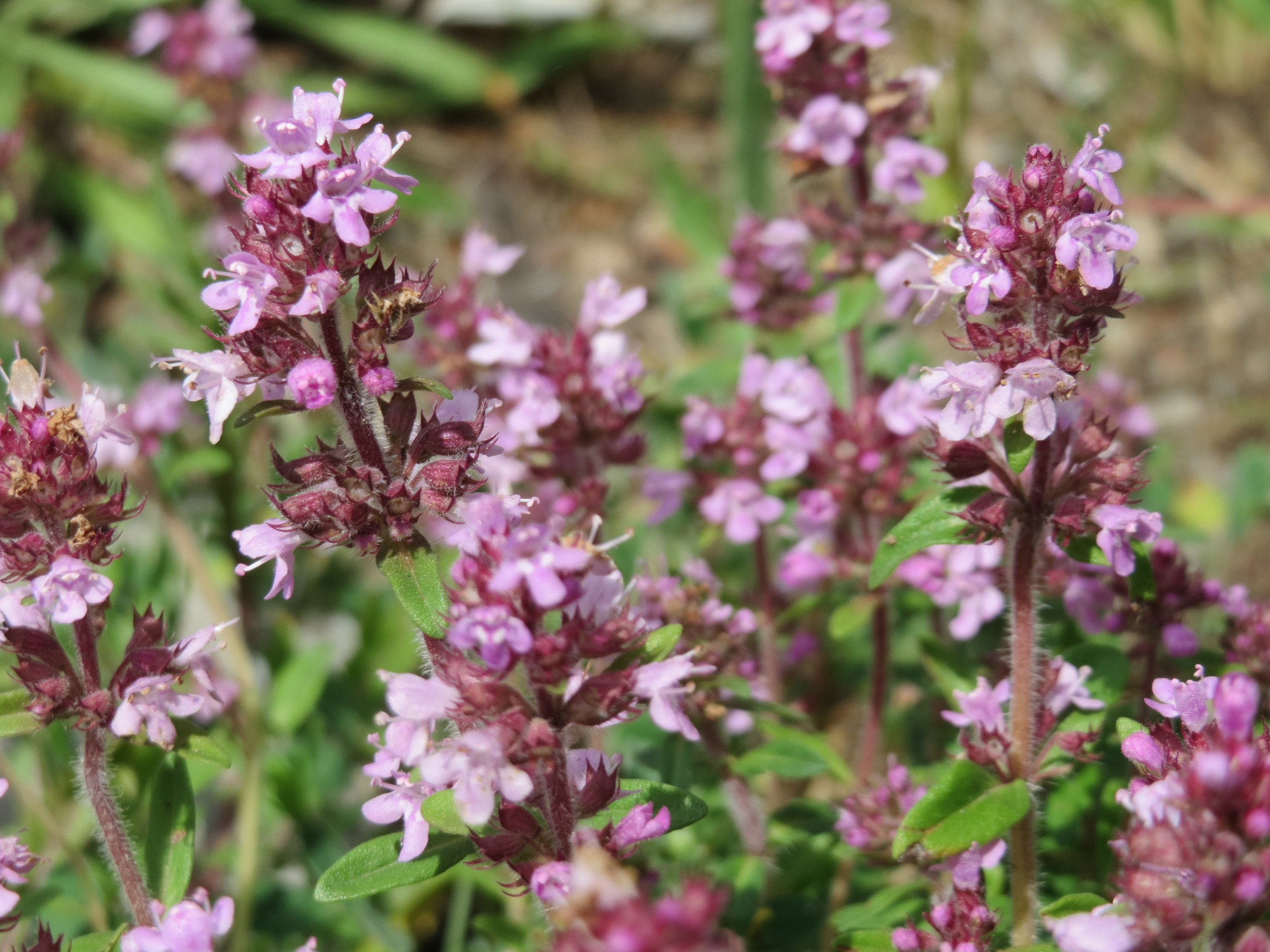
Mateřídouška úzkolistá

Motýl je rozšířený od střední Evropy (východní Německo, východní Rakousko a Česká republika) dále na východ přes Pobaltí, Rusko a Turecko až po Čínu a severozápadní Indii. V České republice se vyskytuje velmi lokálně a to převážně v teplých oblastech ve středních a severních Čechách. Zahlédnout ho lze na suchých pastvinách, skalnatých stepích a stráních.

## Chování a vývoj
Živnými rostlinami modráska východního jsou mateřídouška úzkolistá (Thymus serpyllum) a mateřídouška vejčitá (Thymus pulegioides). Samice klade vajíčka jednotlivě na květní kalichy ještě nerozvinutých květů. Zelené housenky, které jsou myrmekofilní, mají po stranách hřbetu šikmé tmavé pruhy, na hřbetě výrazné výrůstky a široký vínově červený spirakulární pruh. Mladé larvy se živí nejprve květními pupeny, později přijímají květy a nezralé plody živných rostlin. Motýl je dvougenerační (bivoltinní). Dospělce lze pozorovat od dubna do začátku června a od července do začátku září. Přezimuje kukla.

## Ochrana a ohrožení
V České republice je tento druh kriticky ohrožen a vymizel na většině lokalit. Na střední a jižní Moravě s největší pravděpodobností vymřel. V současné době se vyskytuje už jen v okolí Prahy, v Českém krasu a v Českém středohoří. Motýla, který ke svému životu potřebuje suchá kamenitá stanoviště bez zapojené vegetace s výskytem polštářů živných rostlin, ohrožuje zarůstání vhodných lokalit.